# Perxe de Ca la Nieves
Perxe de Ca la Nieves és un edifici de la Fatarella inclòs a l'Inventari del Patrimoni Arquitectònic de Catalunya.

## Descripció
És un perxe (porxo) a l'interior de la vila, configurat per tres arcs, dos de mig punt de diferents alçades i un tercer carpanell, que suporten directament, sense mènsules o biga correguda, les bigues de fusta.
Quasi tot el conjunt dels arcs és de carreus, la resta de maçoneria. Hi ha bigues creuades de reforç, algunes noves, de formigó. Al seu interior s'obren portes amb llindes de fusta. El sòl fa pendent, salvat gràcies a esglaons.

## Història
L'any 1570 la vila era closa, amb tres portals: el de Can Mossenye (c/Font), Ca la Giralda (c/Prades) i Can Cabús (c/Sant Andreu), tots perduts actualment.
Posteriorment n'aparegueren altres dos: Can Bó (c/ Sant Joan) i Ca la Monja (c/ Vall d'Estudi), que encara resten, el segon utilitzat com a pallissa.
Els citats eren portes al perímetre exterior de la vila, els interiors s'han conservat.